# やいづ
やいづ（英語: Training ship Yaizu）は、静岡県が所有する漁業実習船、練習船。静岡県立焼津水産高等学校の実習に使用されている。本項目では、2009年6月に竣工し就航中の船を取り扱う。

## 概要
2009年6月に竣工した。
本船は全国の漁業実習船でも珍しいカツオ一本釣りの漁業実習を行うほか、航海や機関の実習、海洋観測や海洋生物の調査と研究を行う。
カツオ一本釣り実習を行う漁業実習船は、全国でも本船の他、三重県立水産高等学校の「しろちどり」と愛知県立三谷水産高等学校の「愛知丸」の3隻のみである。

## 特徴
- 専攻科を卒業すると、3級海技士（航海）または内燃機関3級海技士（機関）の筆記試験が免除となる[6]。
- 生徒の居室は4人部屋[5]。えひめ丸事故の教訓を生かし、生徒用居室は全て喫水線以上の高さに設置している。
- カツオ一本釣り実習の特性上、1回の漁業実習の日程は25 - 35日程度となる。（まぐろはえ縄漁業実習は、1航海55日程度）
- 焼津市の焼津漁港を母港としているが、県立高校で使用する船舶のため船籍は静岡県庁のある静岡県静岡市となっている。
- 先代「やいづ」（416 t）と県の調査船「富士丸」（311 t）を統合する形で建造されたため船体が大幅に大型化された。これは、焼津水産高校の生徒の他に「富士丸」にて実習を実施していた県立漁業高等学園の生徒も同乗して実習を行うための措置である。

## 略歴
- 2009年（平成21年）6月1日- 竣工[3]
- 2009年（平成21年）3月23日 先代やいづがJASREP（優秀通報船舶）を受賞した[7]。
- 2010年（平成22年）海上保安庁へのデータ提供、国際プロジェクト「アルゴ計画」の参画によって、海洋立国推進功労者表彰を受賞した[8]。

## エピソード
- 船名は「やいづ」だが、英語表記は「YAIZU」である[9]。
- 「やいず」と誤記される事がある[10]。
- 焼津市内の中学3年生を対象にした体験航海「やいづ少年の船」に使用される[11]。行先は例えば伊豆大島[11]。
- 長期航海実習の出発や帰港は静岡県内の風物詩[12]。
- 本船で釣り上げられたビンナガマグロの一部は、1929年（昭和4年）、日本で初めて成功したマグロ油漬け缶詰と同じ工法で缶詰に加工される[13]。水高祭（文化祭）でも販売されるが、完売となることが多い[13]。

## 画像

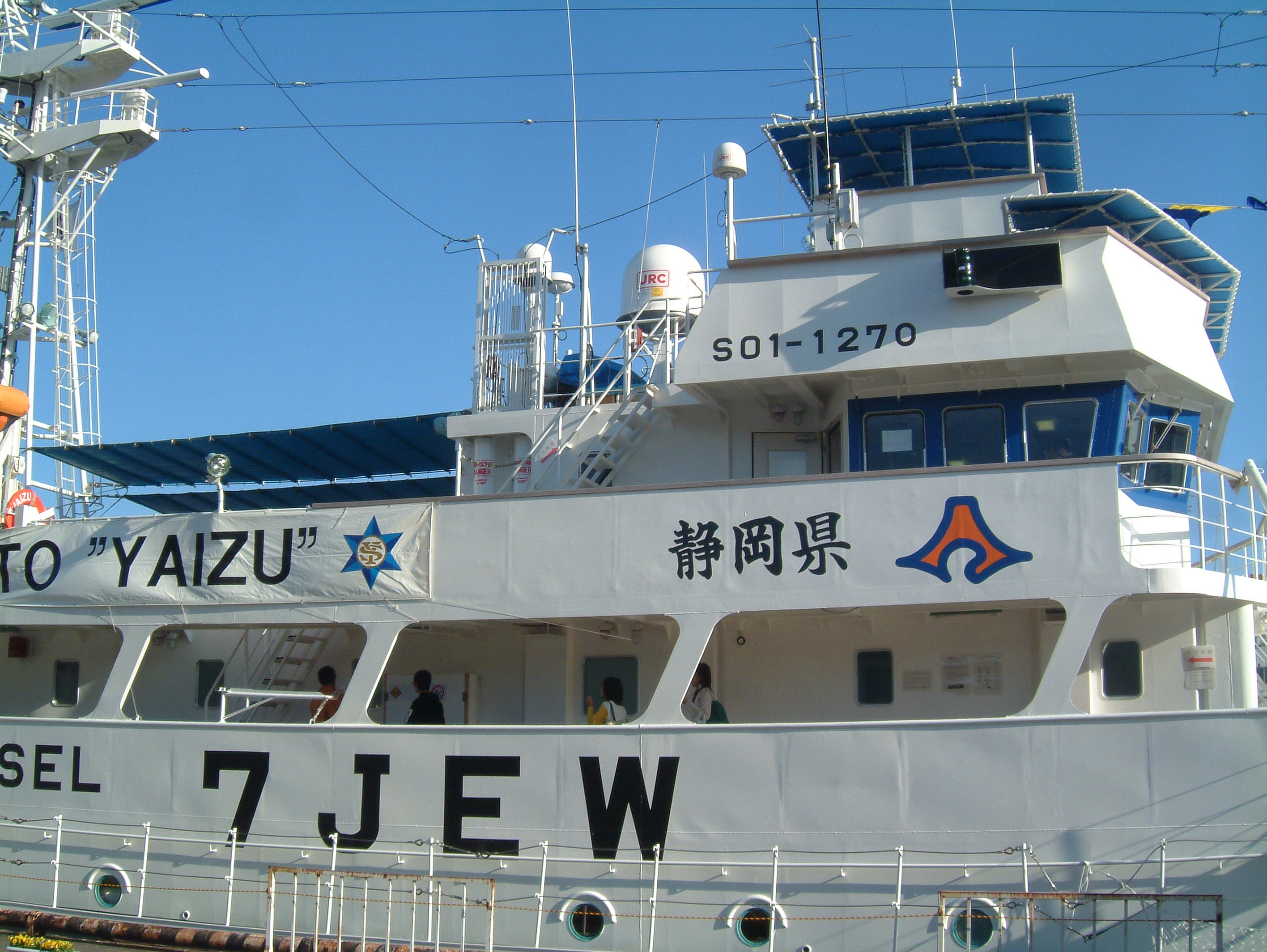
船橋
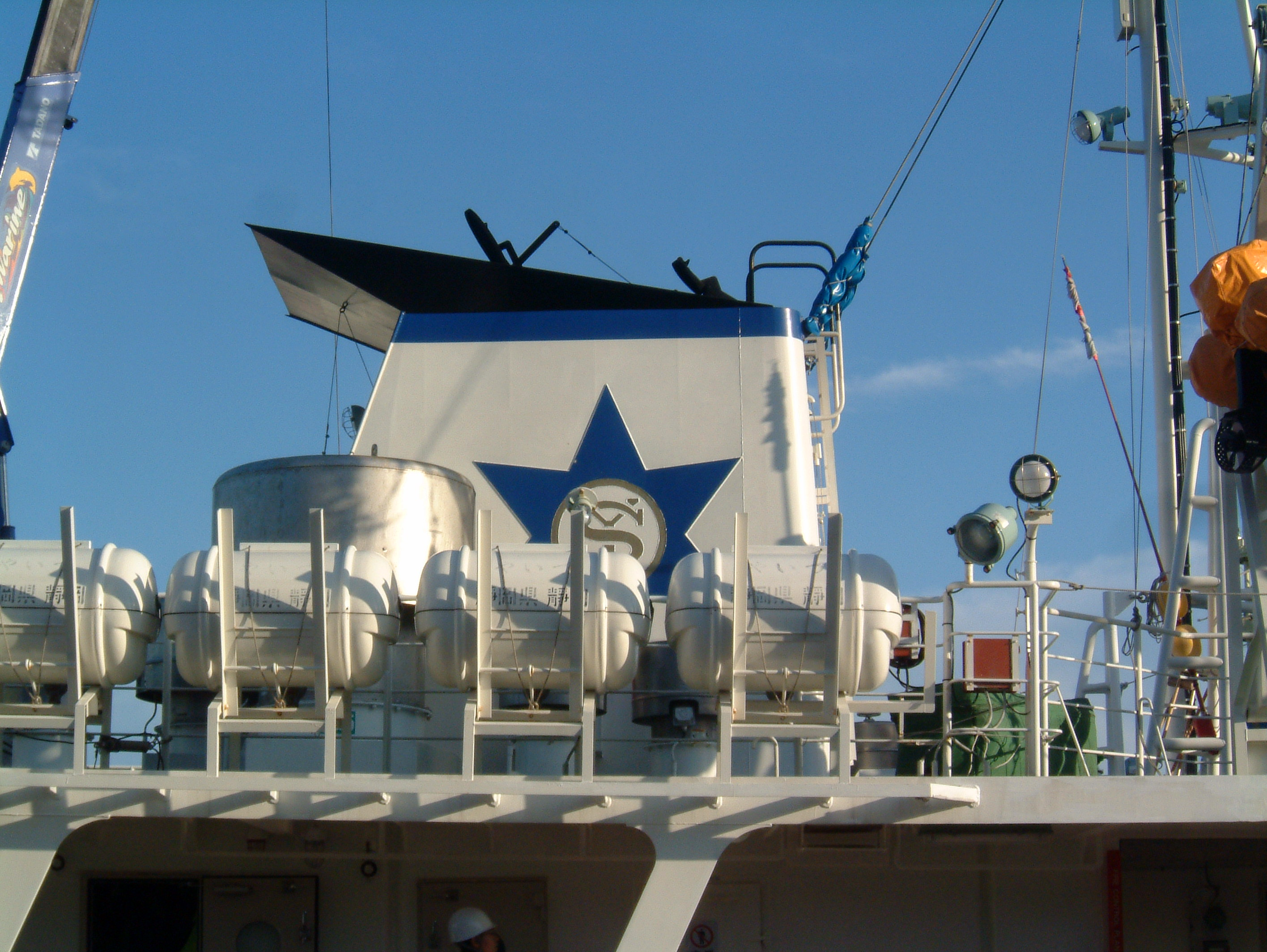
煙突
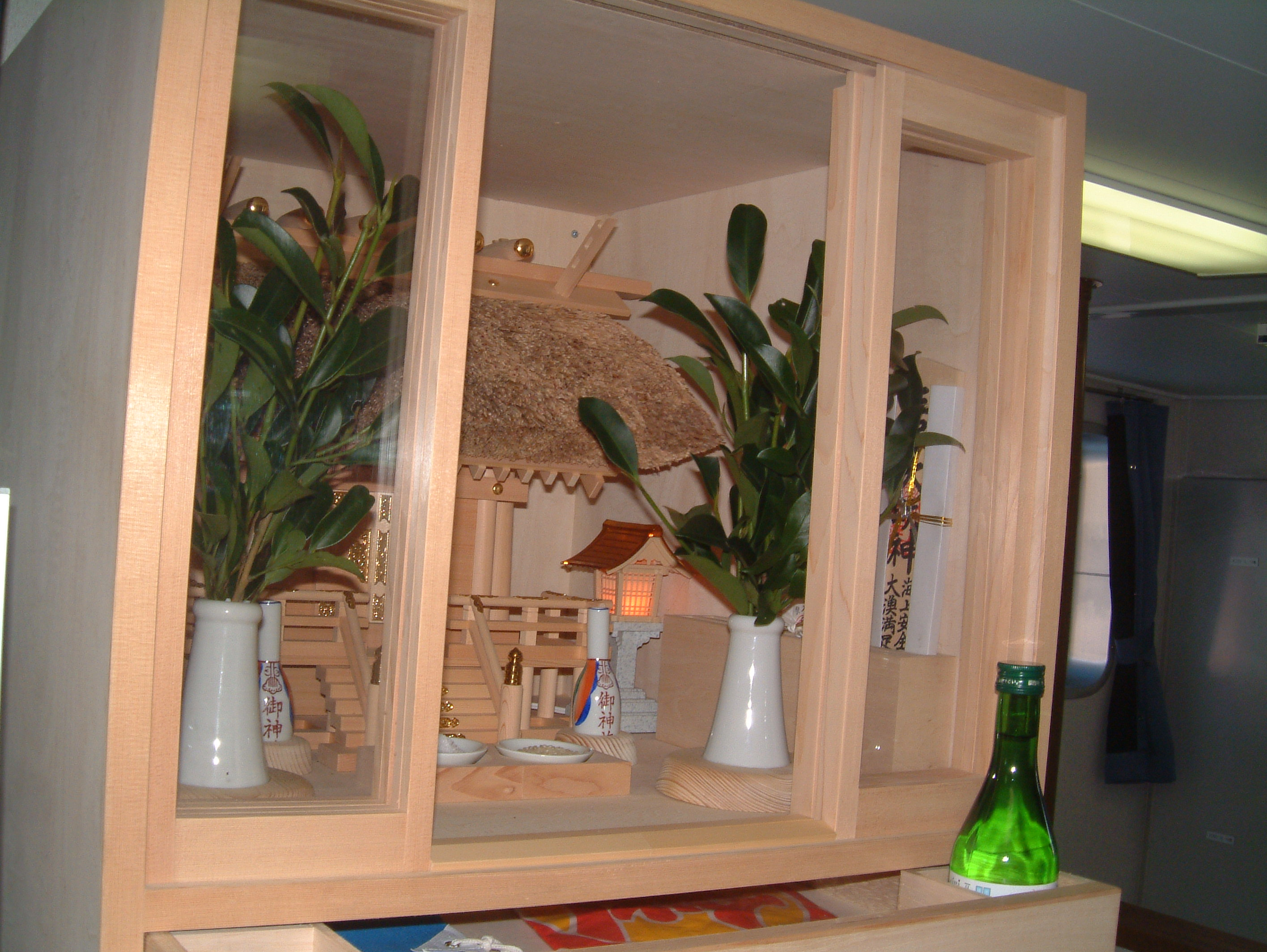
神棚
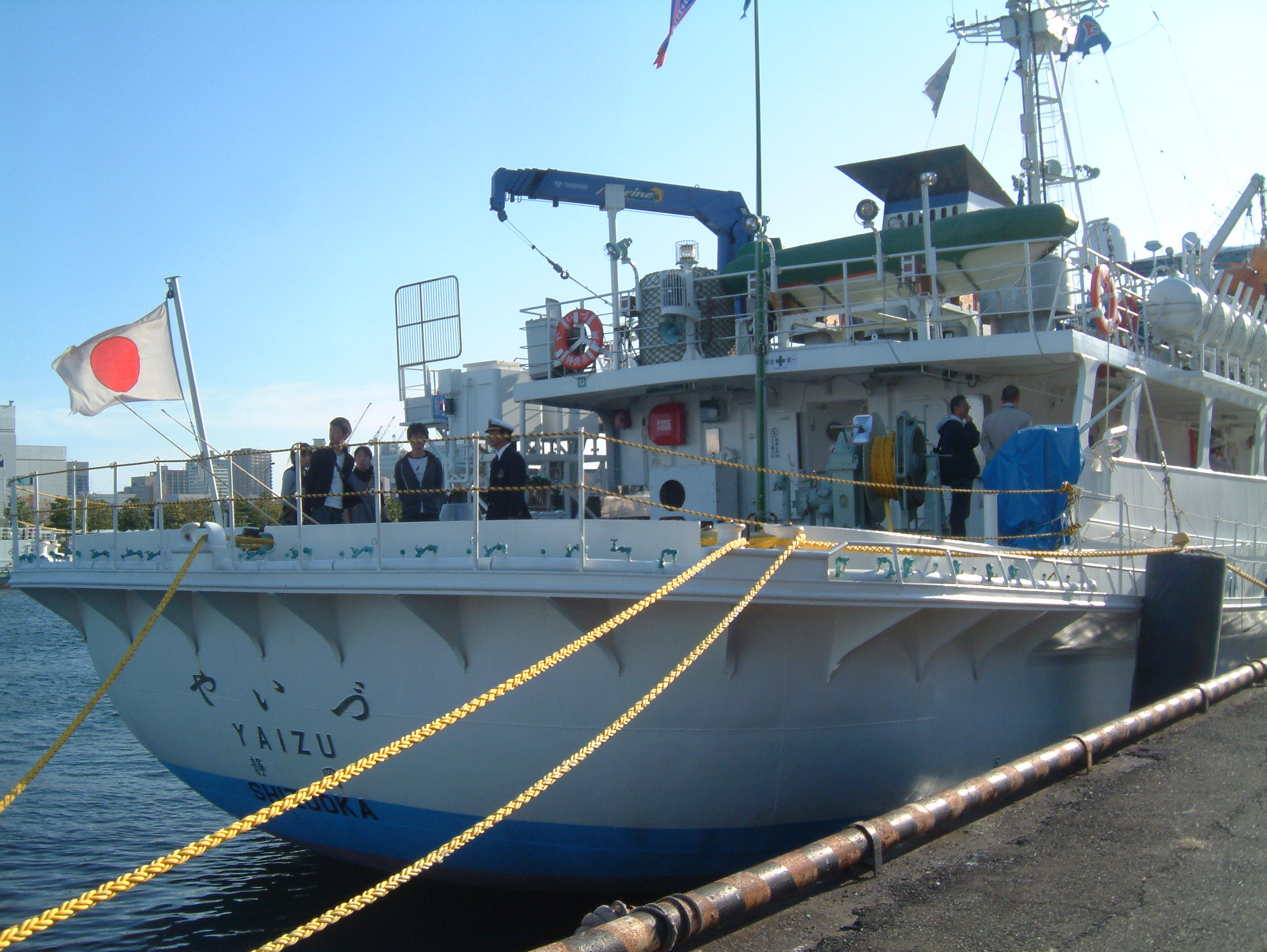
船尾
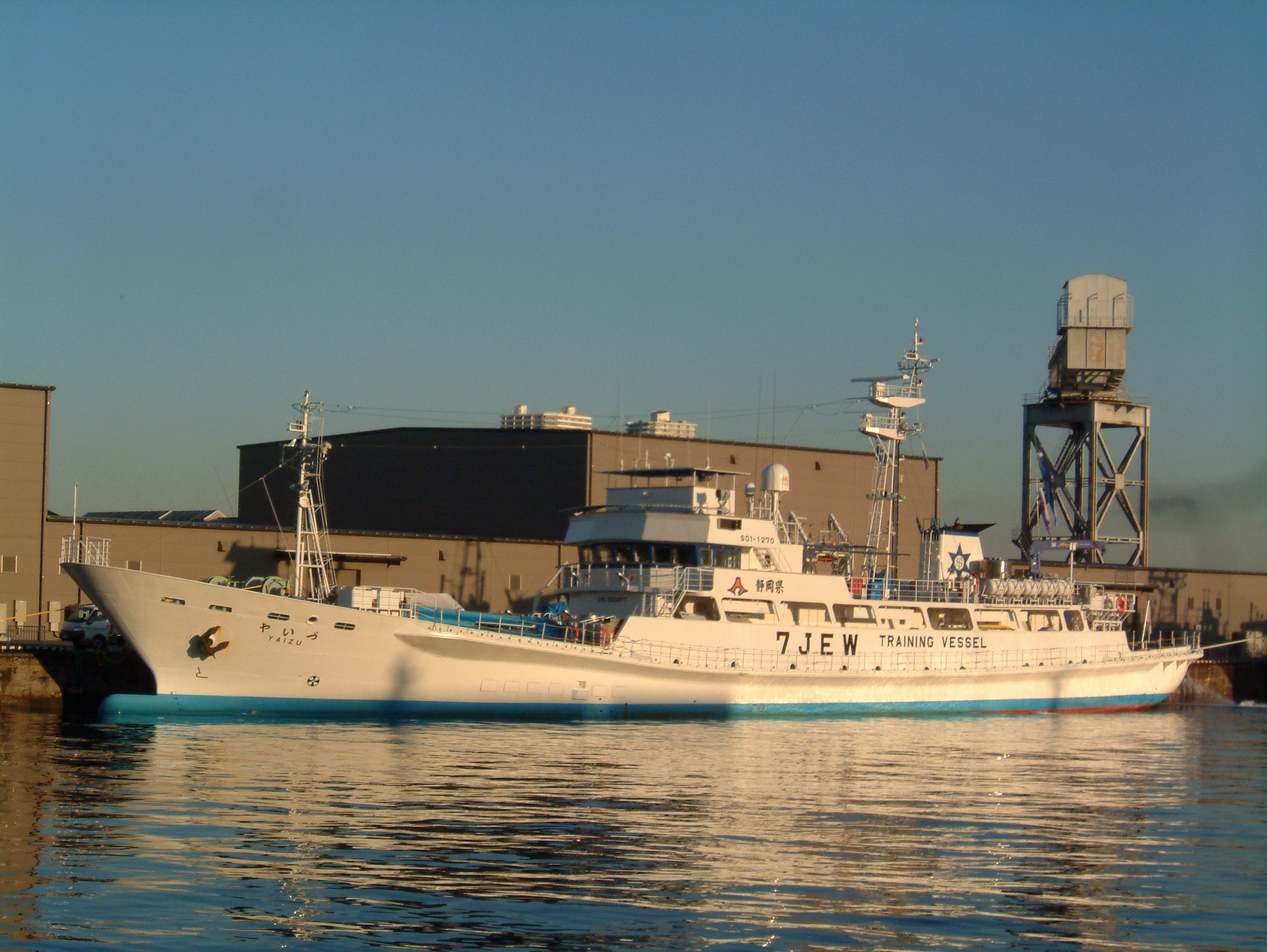
横浜港新港ふ頭にて
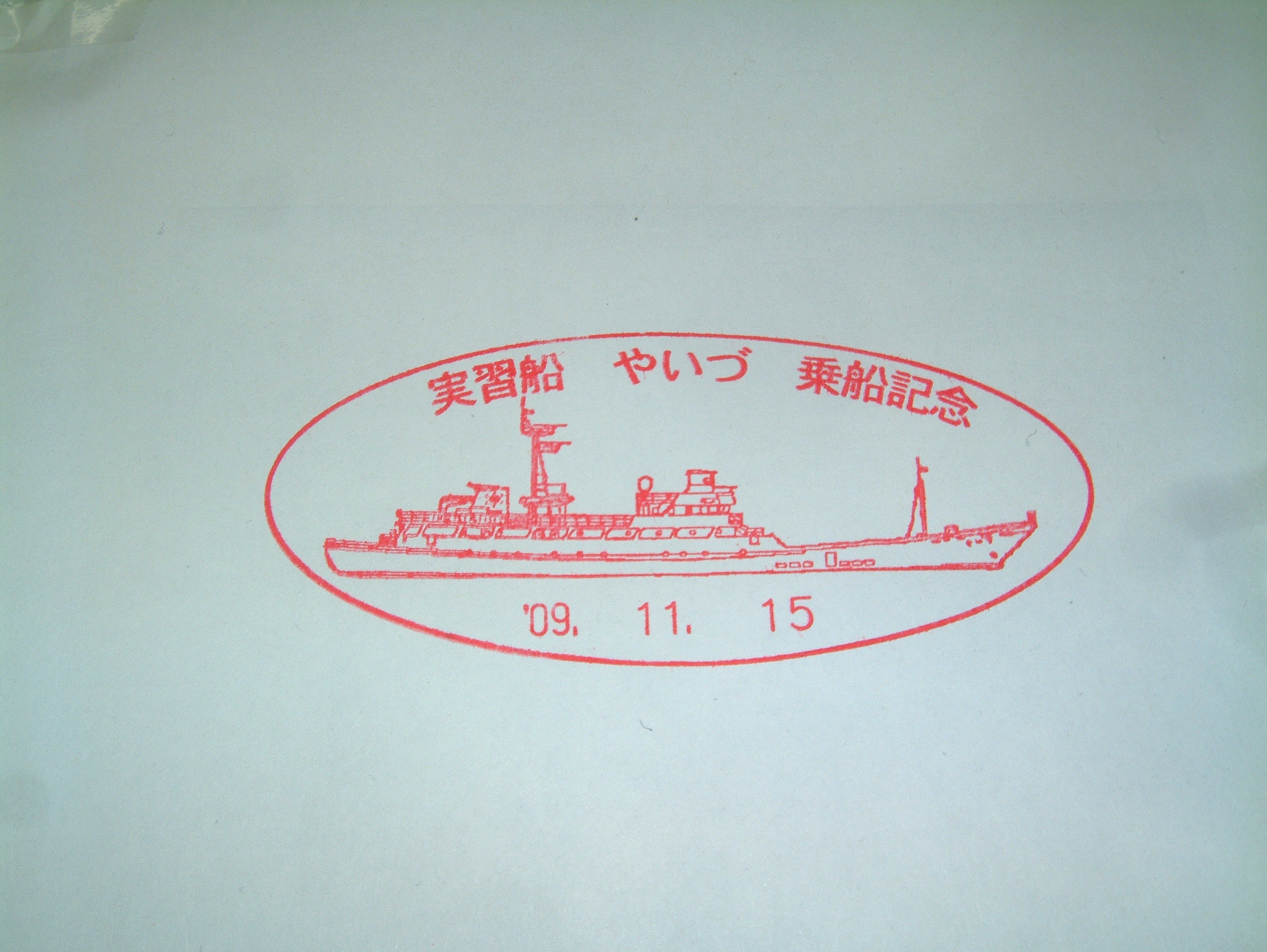
乗船記念スタンプ
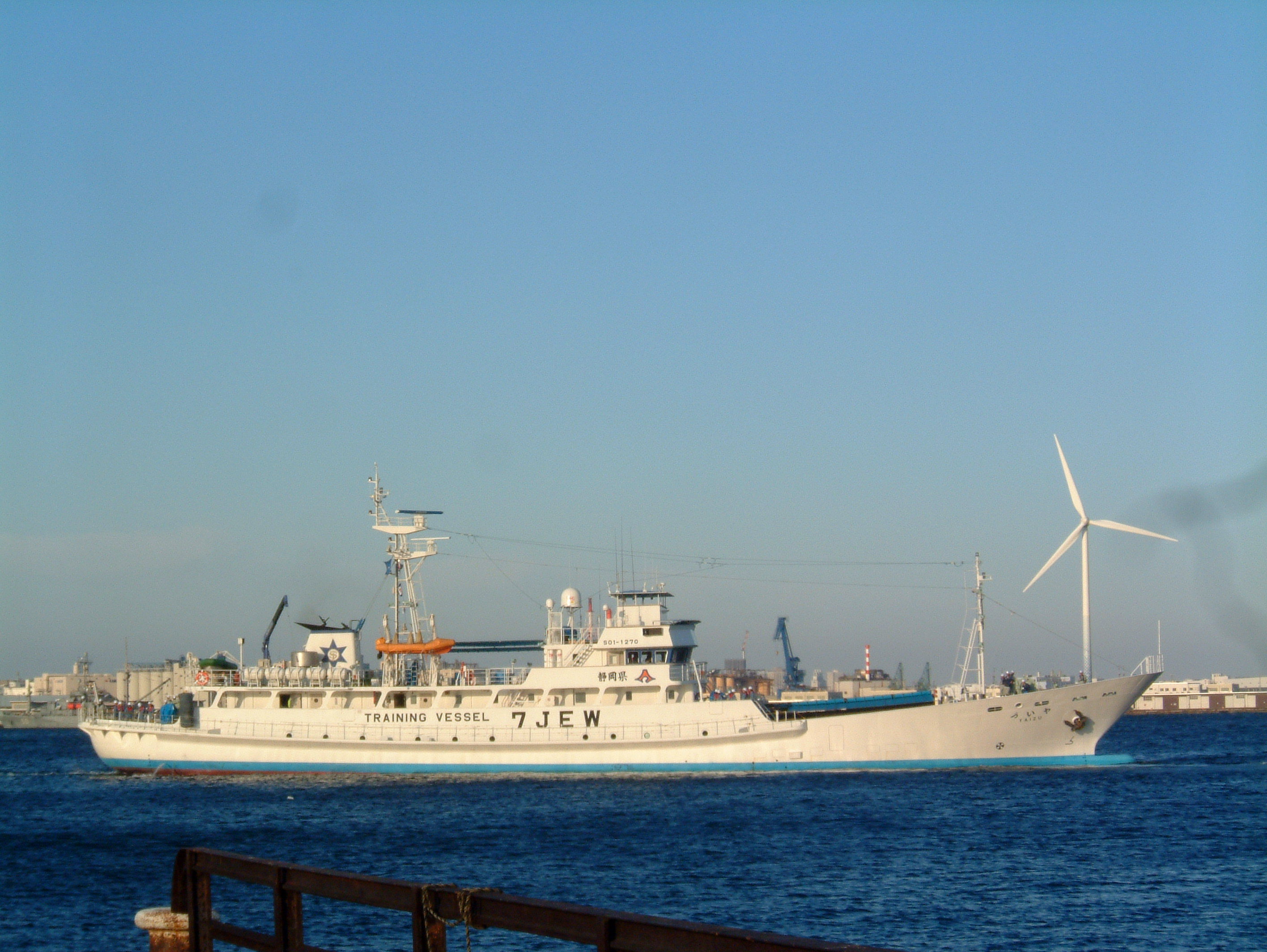
横から
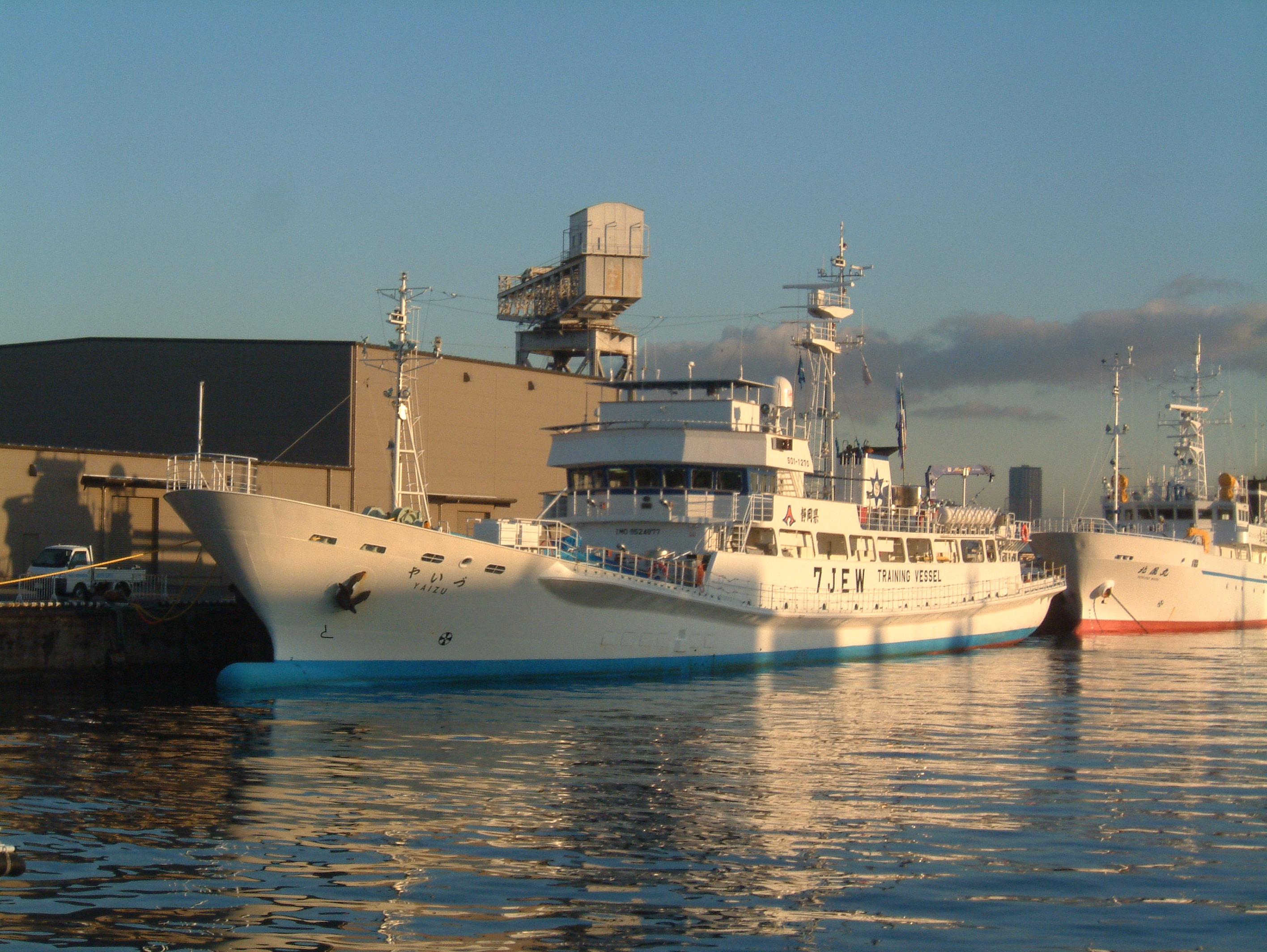
静岡県立焼津水産高等学校の漁業実習船やいづ